# Сантисима Тринита (Анкона)
Сантисима Тринита (итал. Santissima Trinità) насеље је у Италији у округу Анкона, региону Марке.
Према процени из 2011. у насељу је живело 58 становника. Насеље се налази на надморској висини од 67 м.